# 歐陽選
歐陽選（？—？年），字汝魁，号掬泉，湖广衡州府安仁县人，衡陽縣軍籍。明朝政治人物。

## 生平
弘治十四年（1501年）辛酉科湖广乡试舉人，正德九年（1514年）甲戌科三甲第六十八名進士，授望江县知县，十三年改任四川筠连县，一年后免官归乡。

## 家族
父歐陽復，監察御史。